# Jean Mendiondou
Léon François Jean Mendiondou est un homme politique français né le 25 juin 1885 à Oloron-Sainte-Marie (Basses-Pyrénées) et mort le 26 octobre 1961 à Biarritz.

## Biographie
Jean Mendiondou est issu d’une vieille famille de juristes d’Oloron-Sainte-Marie où son grand-père puis son père, Auguste Mendiondou, exercent la profession d’avoué. Frère ainé de ce dernier, l’avocat Léon Mendiondou est maire de la ville de septembre 1885 à mai 1892, avant de représenter au conseil général le canton d’Oloron-Est de 1892 à son décès en 1904.
Après des études de droit, Jean Mendiondou s’inscrit au barreau de Paris, puis entre au ministère de la justice comme attaché en 1908. Il est appelé à plusieurs reprises au cabinet de Louis Barthou, député d’Oloron et ancien ami politique de son oncle, au ministère de la justice (1909) et à celui de l’instruction publique (1913).
Mobilisé pendant la Première Guerre mondiale, il est décoré de la Croix de guerre et de la Médaille militaire.
À la fin des hostilités, il retrouve le ministère de la justice, puis travaille de nouveau auprès de Louis Barthou comme sous-chef du cabinet civil au ministère de la guerre (1921) et chef adjoint de cabinet au ministère de la justice (1922).
La carrière administrative de Jean Mendiondou à la Chancellerie s’interrompt brutalement en 1926. Mis en cause dans une affaire impliquant plusieurs fonctionnaires soupçonnés d’avoir facilité des naturalisations contre rétribution, il est suspendu de ses fonctions et condamné à un an de prison. Finalement acquitté au bénéfice du doute par la chambre des appels correctionnels, il doit néanmoins démissionner.
Cet accident de parcours le ramène vers son Béarn natal où il se lance en politique.
En 1928, il brigue le siège de député d’Oloron contre le candidat parrainé par Louis Barthou, Henri Lillaz, mais ne recueille que 1772 voix sur 12800 votants. L’année suivante, lors des élections municipales, il constitue une liste qui affronte sans succès le maire d’Oloron Amédée Gabe.
De nouveau candidat lors des élections municipales de 1935, cette fois-ci face au maire sortant Joseph Vignau qui avait remplacé en 1932 Amédée Gabe, tué dans un accident d’automobile, sa liste de tendance radicale l’emporte au second tour grâce au retrait de la liste socialiste et communiste. Jean Mendiondou devient maire d’Oloron le 19 mai 1935.
Lors des élections législatives de 1936, Jean Mendiondou, candidat radical indépendant, est élu député d’Oloron avec 2 voix d’avance sur Henri Lillaz. Contestée par son concurrent, l’élection est confirmée par la Chambre des députés.
Jean Mendiondou s’inscrit tout d’abord au groupe de la Gauche indépendante puis, à compter de fin 1937, au groupe radical-socialiste. Il compte parmi les députés qui soutiennent les gouvernements du Front populaire jusqu’à la dislocation de celui-ci en mars 1938.
La série de ses succès électoraux s’interrompt en octobre 1937, lorsqu’il échoue à conquérir le canton d’Oloron-Est, jadis représenté par son oncle Léon, face au conseiller général sortant Jean Fauchay. Son affiliation politique plus prononcée entraîne également un délitement de sa majorité municipale. Une démission collective provoque de nouvelles élections, mais la liste qu’il conduit l’emporte néanmoins en décembre 1938.
L’action municipale de Jean Mendiondou est marquée par le développement de l’aide sociale, la création d’une caisse municipale de chômage et son implication dans l’accueil des réfugiés de la guerre civile espagnole. Il sera en effet l’une des seules personnalités locales favorables la création d’un camp de réfugiés initialement envisagé à Ogeu et finalement implanté à Gurs.
À la Chambre des députés, Jean Mendiondou s'intéresse principalement aux questions agricoles, y consacrant plusieurs rapports et sa seule intervention en séance publique. 
À Vichy début juillet 1940, il figure au rang des 28 signataires de la motion du député radical-socialiste Vincent Badie qui se déclarent disposés à accorder au maréchal Pétain tous les pouvoirs pour opérer le redressement économique du pays et poursuivre les négociations en vue d'une paix durable, mais se refusent à voter un projet qui aboutirait inéluctablement à la disparition du régime républicain.
Le 10 juillet 1940, il compte parmi les 80 parlementaires opposés au projet de loi constitutionnelle donnant au maréchal Pétain les pleins pouvoirs pour promulguer une nouvelle constitution de l'État français.
À la suite de l’ajournement des Chambres, il se consacre à son mandat de maire, mais par décret du 1er décembre 1940, le conseil municipal d’Oloron est suspendu et remplacé par une délégation spéciale que préside l’industriel Paul Dabadie.
Durant l’Occupation, Jean Mendiondou participe à l’organisation de réseaux pour le franchissement de la frontière espagnole.
La Libération lui permet de retrouver des fonctions officielles. En août 1944, il est nommé président de la délégation spéciale d’Oloron et en novembre 1944, il est désigné au titre du Parti radical pour siéger à l'Assemblée consultative provisoire.
Cependant, le retour à un processus électoral régulier ne lui est guère favorable et le cantonne désormais aux seules fonctions municipales pour une brève période de quatre ans.
Redevenu maire d’Oloron lors des élections municipales de mai 1945, il est réélu en octobre 1947 mais les trois postes d’adjoints reviennent à ses opposants. Sa mise en minorité au conseil municipal entraîne le 29 mai 1949 de nouvelles élections largement remportées par Paul Dabadie, maire de 1940 à 1944, qui obtient les deux-tiers des voix. Seul élu de sa liste, Jean Mendiondou reste conseiller municipal dans l’opposition jusqu'en 1953.
Lors des élections cantonales de septembre 1945, il est de nouveau battu dans le canton d’Oloron-Est.
Aux  élections législatives du 21 octobre 1945, il réunit seulement 10 % des suffrages à la tête de la liste radicale-socialiste ; elle n’obtient aucun élu, pas plus que celle sur laquelle il figure à nouveau lors des élections législatives de novembre 1946. En novembre 1948, alors qu’il est encore maire d’Oloron, il brigue un siège au Conseil de la République mais n’arrive qu’en 10e position, avec 210 voix sur 1173 suffrages exprimés.
Enfin, son ultime tentative de retour politique, lors des élections législatives de novembre 1958, se solde par un échec cinglant. Candidat radical indépendant dans la circonscription d’Oloron, il obtient à peine 2 % des suffrages.
Jean Mendiondou avait épousé Marguerite-Jeanne-Amélie Daner, à Paris, en 1922. Il décède à Biarritz le 26 octobre 1961 et repose au cimetière Sainte-Croix d'Oloron.